# Кремлёвская стена
Кремлёвская стена — кирпичная стена, которая окружает Московский Кремль. Возведена на месте белокаменной стены Дмитрия Донского в 1485—1516 годах «фряжскими» мастерами. Протяжённость кремлёвских стен 2235 метров, толщина — 3,5—5,5 метра, высота стены от земли до зубцов от 5 до 19 метров. По периметру стены образуют неправильный треугольник.
Верх стены украшен мерлонами в форме ласточкиного хвоста, выполненными по итальянской моде XV века. Ширина зубцов до двух метров, толщина от 65 до 72 см, высота — 2—2,5 метра. Всего по верху стены размещено 1044 мерлона.
В X веке для защиты поселения на месте Москвы возводились валы и рвы. В XII веке были созданы укрепления в виде стен из дерева. В XIV веке при Дмитрии Ивановиче Донском началось строительство белокаменных стен. Крепость из красного кирпича, вид которой Кремль имеет в настоящее время, была возведена в конце XV века.

## Земляной вал и деревянные стены

### X—XI века
Москва впервые упоминается в летописи 1147 года, в связи с приглашением князя Святослава Ольговича на пир к суздальскому князю Юрию Долгорукому:
Приди ко мне в Москову! Буди ко мне на Москву!
К тому времени «Москова» уже была крупным селом, вотчиной князя Долгорукого. Но историки предполагают, что само поселение существовало с конца IX или начала X века. В эту эпоху для укрепления и защиты поселений использовались присыпь, осыпь и земляной вал. Вокруг поселения устраивалась насыпь, землю для которой брали с внешней стороны, одновременно создавая вал и ров. Так остатки крепостной стены середины XII века обнаружили в 1956—1960 годах во время строительства Кремлёвского дворца съездов вдоль левого берега реки Неглинной. Раскопки показали, что город был обнесён валом около сорока метров в основании и до восьми метров в высоту.

### XII—XIII века
Боровицкий холм в самом центре столицы назван так, потому что был покрыт густым хвойным лесом, за счёт чего обеспечивал жителей первоначального московского поселения строительным материалом: они могли возводить не только валы, но и устанавливать изгороди, тын или частокол из заострённых брёвен. Удобное расположение поселения — крутой скат к реке Москве и недоступный обрыв над рекой Неглинной — создавали все условия для укрепления. Существует предположение, что поселение давно было окружено валом и острогом по нему, а наиболее ранние деревянные стены города состояли из отдельных срубов, стоящих вплотную один к другому.
В 1156 году вокруг поселения создали более мощные укрепления в виде стены. Князь Юрий Долгорукий заложил град Москву:
Городня делалась длинной настолько, насколько позволяла высота деревьев, а ширина создавалась с учётом размещения в стене или на ней стрелков из лука.
Существенный недостаток деревянных стен — их горючесть. В 1177 году во время очередной междoусобицы князей город сожгли дотла. После основательного восстановления стен Москва отразила нападения рязанских князей в 1209 году и долгое время сдерживала войска хана Батыя в 1238 году, город не выстоял и снова был сожжён, а его жители убиты. Несколько десятилетий после такого разорения стены не представляли собой серьёзную защиту, в 1293 году город захватила Дюденева рать.
Около 1300 года князь Даниил Александрович обнёс стену тыном из соснового леса. Новую стену сперва назвали Детинцем, затем — Кремником, ещё позже — Кремлём, и она просуществовала до пожара в 1331 году. Эти стены защитили Москву от нападения тверского князя Михаила в 1305 и 1307 годах. В 1328 году Иван Калита сделал Москву великокняжеской столицей и через десять лет повелел создать новую крепость.
Месяца ноября в 5 день замыслиша и заложиша рубите град Москву, а кончаша тое же зимы на весну в великое говение
Для укреплений крепости Калиты использовали исключительно толстые дубы диаметром около 70 сантиметров. Кремль построили за одну зиму, значительно расширив на восток, что говорит об умелой и основательной организации строительства. Изредка археологи находят почти каменный дубняк и обугленные бревна, которые были частью стены. В двух метрах от современной Кремлёвской стены, обращённой к Неглинной улице, найдены остатки стены из полуистлевших дубовых брёвен, длиной около 15 метров.
Обширный дубовый град Калиты снабдили большим количеством башен, которые располагались друг от друга на расстоянии полёта стрелы, это помогало защищать боковые стены от забравшихся на них врагов. Удлинение новых стен привело к увеличению числа башен. Из-за этого прежние угловые башни — в настоящее время это Троицкая и Тайницкая — переделали в проездные ворота, а новые угловые башни построили дальше к северу и к востоку. Северо-западная сторона Кремля в те годы доходила до места, где в настоящее время расположен Итальянский грот Александровского сада, южная сторона — до церкви Константина и Елены, а восточная пролегала по улицам Никитской и Ордынке. Дорога на Никитской вела к Волоколамску, а Ордынка шла в сторону Золотой Орды.

## Каменная ограда

### XIV век
Мощные деревянные стены всё же не могли устоять против частых пожаров. После катастрофического Всесвятского пожара 1365 года, во время которого пострадали Кремль, посад и Заречье, москвичи решили построить каменный город.
В лето 6875… заложиша градъ Москву каменъ
Непрочность деревянной стены и её частое уничтожение пожарами привели к тому, что князь Дмитрий Донской решил обнести Кремль каменной оградой. Строительство являлось исключительно важным и требовало больших затрат, для чего понадобилось согласие князя-совладельца Владимира Андреевича и старейших бояр. Каменных дел мастеров для строительства созывали со всей Руси.
Toe же зимы (1367 г.) князь великый Димитрей Иванович, погадав с братом своим с князем с Володимером Андреевичем и с всеми бояры старейшими и сдумаша ставити город камен Москву, да еже умыслиша, то и сотвориша. Toe же зимы повезоша камение к городу.
Белый известняк доставляли в Москву из Мячковских каменоломен по Москве-реке на расстояние в 50 вёрст. В каменоломнях материал обрабатывали грубо, подгонка шла уже на месте строительства стены. Общий вес привезённого известняка превышал 112 тысяч тонн: если поставить подводы с известняком в ряд, обоз растянулся бы на 1035 километров. По линии будущего города выкопали рвы для фундамента стен и башен, общей длиной около 2 километров. Это строительство стало крупнейшим на тот момент в истории Руси. Кремль расширили настолько, что дубовые стены оказались внутри каменного града. Историки подсчитали, что на строительстве работало одновременно не менее 2 тысяч человек.
По данным археологов, в первую очередь из камня возводили башни и те части стены, со стороны которых опасность штурма была наибольшей. Укрепления дополнили рвом от Неглинной до Москвы-реки. Возведение каменных стен начали весной 1367 года и закончили в течение года. Первоначально каменные стены были низкими, достройка велась много лет. Белокаменный Кремль имел современное по тем временам вооружение. На его стенах и башнях стояли первые русские пушки. Для обороны увеличили количество оружия и метательных машин, мощность которых соответствовала прочности укреплений.
Первая каменная крепость-детинец на территории Москвы получила название — Белокаменный московский кремль. Её появление позволило великому княжеству Московскому проводить более самостоятельную и агрессивную политику. С этого времени в летописях появилось название «Москва Белокаменная», а её военное значение определилось в 1368 году во время нападения литовского князя Ольгерда. Крепость выдержала несколько вражеских атак и ни разу не была взята штурмом. Князь не сумел уничтожить город и ограничился сожжением посадов — зданий, построенных за пределами кремлёвских стен, убийством и грабежом их жителей. Его же попытка взять город в 1370 году также не увенчалась успехом.
Обеспечив свой тыл, Дмитрий Иванович пошёл на обострение отношений с Ордой. Город оборонялся от армии Тохтамыша в 1382 году и пал лишь из-за предательства князей Суздальских. После ухода Тохтамыша укрепления удалось быстро восстановить.

### XV век
Находясь под надёжной защитой стен Кремля, Москва постепенно расширялась, вокруг неё строили новые посады. Уже в 1409 году темник Золотой Орды Едигей не осмелился подойти близко к укреплениям. Безуспешными оказались и набеги хана Улу-Мухаммеда в 1439 году. Стена выдержала и землетрясение 1445 года. Но известняк постепенно разрушался, на месте каменных стен ставились деревянные заплаты — в 1451 году во время атаки войска ордынского царевича Мазовши пытались попасть в город именно через них.
Летописи XV века содержат множество упоминаний о восстановительных работах. В 1462 году ремонт стен от Свибловой стрельницы до Боровицких ворот проводил В. Д. Ермолин.

Белокаменный кремль простоял более сотни лет и ко времени княжения Ивана III Васильевича основательно обветшал. В 1475 году итальянец Контарини писал о пребывании в Москве: 
Все строения в городе, не исключая и самой крепости – деревянные.
К середине XV века Иван III покорил Новгород и стал полновластным правителем северной Руси, а после женитьбы на Софье Палеолог являлся наследником византийских императоров. Подобное состояние стен больше не соответствовало его могуществу.
Основания стен и башен оказались качественными, их можно было продолжать использовать: кирпичные стены стоят на этом фундаменте до настоящего времени. Исследования археологов показали, что фундамент сделали из белого бутового камня, а в некоторых местах использовали стены Кремля времен Дмитрия Донского.
Иван III снёс обветшавшие стены и заменил их на крепостные сооружения, учитывающие новые задачи фортификации, а также изобретение пороха и огнестрельного оружия. Для реконструкции обветшавшего белокаменного Кремля Иван III пригласил в Москву лучших европейских инженеров. В создании новых укреплений участвовали специалист по военной архитектуре Аристотель Фиораванти и опытные зодчие Антон Фрязин, Марк Фрязин и Пьетро Антонио Солари. Для масштабного строительства выходцы из Милана Антон Фрязин и Марк Фрязин организовали производство нового для России строительного материала — кирпича.
Маія 29 заложена бысть на реце на Москве стрельница у Шешковых ворот, а под ней выведен тайник, а делал её Антон Фрязин.
Строительство новых укреплений началось в 1485 году, Кремль возводили более десяти лет — это была самая грандиозная стройка XV века на Руси. Длина новой стены составила 2235 метров.
Под Тайницкой башней вырыли колодец и тайный ход к Москве-реке для снабжения горожан водой во время осады. После этого строительство остановили на два года и продолжили 21 марта 1487 года, когда Антоном Фрязином была «заложена наугольная круглая стрельница, называемая Беклемишевой».
Первой построили южную стену, выходящую к Москве-реке. Это было удобное место для торговли и транспортировки товара с барж, но Иван III запретил в этом месте и торговлю и строительство, по этой традиции за южной стеной так ничего и не строилось, благодаря чему до нашего времени сохранился вид на Кремль от Москвы-реки.
После укрепления южной стороны началось смыкание ограды одновременно с востока и запада. Южная стена имеет одну высоту, но у угловой Беклемишевской башни резко повышается, потому что северо-восточная часть стены выше, чем южная.
В 1490 году «[Фрязин] поставил две стрельницы, едину к Боровицких, а другую над Константиноеленинскими вороты, да и стену совершил от Свибловские стрельницы до Боровицких ворот».
Дальнейшее строительство шло без перерыва. На месте установки новой стены пришлось основательно расчищать землю со стороны Неглинной, для этого требовалось проведение сложной работы, связанной с гидравлическими сооружениями. Инженерам пришлось переместить мешавшие возведению стены дома, церкви и монастыри. Это являлось прямым нарушением законов и затрагивало материальные интересы давних владельцев этих мест, но воля Ивана III была непреклонна.
Одновременно с сооружением Великокняжеского дворца и обновлением Кремлёвских храмов разбирали белокаменные стены и башни, а на их месте возводили новые. Использовали крупный обожжённый кирпич весом до 8 килограммов (30х14х17 см или 31х15х9 см). Стены не были кирпичными полностью: из них возводили каркас глубиной 110—115 см и заполняли его белокаменным бутом и известью. Затем поверх забутовки укладывали четыре ряда кирпичей и строили новый каркас для камня. Общая толщина новых стен Кремля составляла от 3,5 до 4,5 м, а высота без учёта зубцов — от 5 до 19 метров. По широким стенам можно было проехать на повозках.
Ивановский Кремль получил современные очертания неправильного треугольника, а стены и башни с небольшими изменениями сохранились до наших дней. Для их постройки понадобилось около 300 тысяч тонн кирпича, и при их размерах количество кирпича составило около 100 миллионов штук.
Во время реставрации стен и башен в 1946—1950 годах и в 1974—1978 годах внутри нижней части кирпичной кладки и фундаментах обнаружили белокаменные блоки, использованные в качестве забутовки. Предположительно, это остатки белокаменных стен Кремля времён Дмитрия Донского.
Кирпичные стены ставились по линии белокаменных, с небольшим выступом наружу. Чтобы не оставлять город без крепости, строители разбирали определённый участок белокаменной стены и быстро возводили новую. Территорию Кремля увеличили в восточном направлении от Спасской башни. У основания внутренних стен сделали амбразуры для обстрела врага из тяжёлых артиллерийских орудий. На стены поднимались через Спасскую, Набатную, Константино-Еленинскую, Троицкую, Боровицкую, Благовещенскую и Петровскую башни. В военное время для подъёма дополнительно использовали деревянные лестницы-стремянки. До XVIII века около внутренних стен были свободные проезды, позже их частично застроили.
Перед Троицкой, Константино-Еленинской и Тайницкой башней установили дополнительные передовые башни, их количество довели до 22: одна башня была с воротами, остальные являлись наружными. До нашего времени уцелела только Кутафья башня у Троицких ворот.
Стены с наружной части выделывали зубцами высотой от 2 до 2,5 метров и толщиной 65—70 см, а с внутренней выстраивали оборонительную стенку «в грудную высоту» — это позволяло обстреливать территорию Кремля в случае его захвата. Форма башен и завершения стены в виде зубцов напоминают замок Скалигеров в Вероне и замок Сфорца в Милане, но отличаются от итальянских тем, что имеют не только декоративную, но и оборонительную функцию: во время боевых действий стрельцы закрывали промежутки между мерлонами деревянными щитами и стреляли через узкие щелевидные бойницы. Самые высокие стены возвели вдоль Красной площади, где отсутствовала естественная водная преграда.
Кремлёвские укрепления XV века без заметных переделок просуществовали до начала XVII века.

### XVI век
В 1508 году на территории Красной площади прорыли Алевизов ров шириной 36 метров и глубиной 8 метров и выложили кирпичом и камнем. Вода в него поступала из реки Неглинной с кирпичными парапетами с зубцами, такими же, как и на стенах. Почти под всем Кремлём сделали подземные ходы с кладовыми палатами и водопроводом из реки. Прокопали рвы между Спасской и Никольской башнями, а для проезда в ворота построили каменные мосты. По завершении строительства рва в 1516 году Кремль превратился в неприступную крепость, окружённую водой и обособленную от разросшегося к этому времени города.
Через 20 лет к Кремлёвской стене пристроили Китайгородскую стену. Изначально в стенах существовал сквозной проход, но постепенно его засыпали строительным мусором. До наших дней сохранился участок прохода между Константино-Еленинской и Набатной башнями. В стенах создавали тайники и проходы под стенами, иногда выходившие далеко за линию укреплений.
Стена времён Ивана Грозного была таинственным местом благодаря множественным секретным ходам и комнатам. Исследователи находили совсем крошечные, где человек может только сидеть. В подземелья под Спасской башней в последний раз пытались попасть в начале XVIII века во времена императрицы Анны Иоанновны. В описях упоминается, что в подземельях вываливается кладка и они засыпаются песком.

### XVII век
В XVII веке границы государства раздвинулись далеко от Москвы, и Кремлю больше не угрожало внезапное нападение. Потерявшую оборонительное значение крепость решили украсить декоративными шатрами над башнями. В 1621 году на царскую службу приняли Христофора Галовея, часового мастера из Англии. Под его руководством кузнецы и часовщики крестьяне Ждан с сыном и внуком изготовили часы, литейщик Кирилл Самойлов сделал для них тринадцать колоколов. Под руководством Сажена Огурцова мастера возвели над древним четвериком Спасской башни шатровый верх и установили на нём часы. На следующий год часы сгорели при пожаре, и в 1625-м Галовей изготовил им на замену новые. Часы голубого цвета выходили на обе стороны башни, их диаметр составлял около 5 метров, а вес — 3400 килограммов. Стрелки в часах стояли на месте, вращался циферблат. Часовой механизм и колокола расположили в новой надстройке, поднявшей шатёр на 71 метр над землёй: в Спасской башне 10 этажей, и три из них отведены под часовой механизм. По свидетельству современников, это были «…чудесные городские железные часы, знаменитые во всём свете по своей красоте и устройству и по звуку своего большого колокола, который был слышен… более чем на 10 вёрст».
Часы Галовея прослужили до начала XVIII века. Дополнительно Спасскую башню украсили белокаменными пирамидами, фигурами львов и медведей. А через 60 лет и другие башни украсили кирпичными шатрами, черепичной кровлей и золотыми флюгерами. Самой высокой стала Троицкая башня, она была всего на пять метров ниже колокольни Ивана Великого. Одновременно с этим, на башнях располагались дозорные, висели набатные колокола.
Башни, надстроенные высокими декоративными шатрами, определили новый образ Москвы, возрождённой после полного разорения в Смутное время. В 1680-м году новый Кремль впервые побелили. Он также становился белым в XVIII и XIX веках — за исключением Спасской, Никольской и Троицкой башен в определённые периоды. В последний раз стены белили в начале 1880-х годов, после этого Кремль остался красным.

### XVIII век
К концу XVII века стены утратили многие перекрытия и лишились надёжной защиты от атмосферных осадков. В начале XVIII века сгорели изначальные тёсовые кровли стен. Это привело стены в ветхое состояние и потребовало частых ремонтов. Негативно на стенах сказался и перенос столицы в Петербург — внимание властей к Кремлю уменьшилось. Пётр I был увлечён сооружением новой столицы и временно запретил каменное строительство в других городах.
Петру I всё же пришлось укреплять Москву. Река Неглинная была отведена от западной стены, а в 1702 году на выгоревшей части между Троицкой и Собакиной башнями началось строительство Арсенала (Цейхгауза), которое завершилось в 1736 году. Для его постройки была разобрана часть стены, её позднее восстановили.
Во время Северной войны Пётр I, опасаясь, что войска Карла XII вторгнутся в Москву, в 1707 году приказал возвести вокруг города бастионы, а осушенные в XVII веке рвы снова наполнить водой. Но использовать укрепления не пришлось — русская армия победила шведов под Полтавой.
По указам царя происходили мелкие модернизации стены: на некоторых башнях создали мосты для пушек, а в стенах построили амбразуры и уменьшили высоту зубцов. В 1722 году Пётр I прислал в Военную коллегию приказ о починке башен Кремля вдоль Москвы-реки. Архитектор Христофор Кондрат проверил состояние Водовзводной башни: она оказалась наполовину ветхой и со сгнившим фундаментом. Кондрат предложил её снести и построить заново.
В 1731-м Cенат потребовал от московской губернской канцелярии проверить состояние стен и написать о количестве строительного материала для ремонта. В составленной архитектором Иваном Мордвиновым описи значительное место уделяется описанию ветхостей Китай-города и Белого города. Общая стоимость предполагаемых работ составляла 531 011 рублей. Выделить такую сумму правительство не могло, поэтому ремонт проводится в самых ветхих и разрушенных местах стены. К 1740-му отремонтировали основные башни Кремля, остальные продолжали ветшать. Ремонт сильно затянулся, так как с 1741 по 1749 год между сенатом и московской губернской канцелярией происходила длительная переписка о его необходимости. В августе 1750-го отремонтировали все башни, кроме Спасской и Троицкой — их восстановили двумя годами позже, а осенью того же года заключили контракт с подрядчиками крестьянином Никифором Сеземовым и ямщиком Алексеем Холщевиковым по исправлению прясел Кремля. Во время работ отремонтировали многие башни и почти все стены, находившиеся в ветхом состоянии.
В 1767-м по указу Екатерины Великой обветшалые стены начали разбирать, а через год императрица учредила Экспедицию кремлёвского строения и «возложила на оную особенное попечение поддерживать здания кремлёвские и сохранять их в прочности и благоустройстве».
Архитектор Василий Баженов создал проект и крупномасштабный макет будущего кремлёвского дворца, который так и не был реализован. Баженов ставил перед собой цель обновить вид обветшалого города. В соответствии с господствующей в те годы эстетикой классицизма, дворец должен был полностью занять приречную территорию Кремля. Для этого в 1770 году разобрали кремлёвскую стену вдоль реки с Тайницкими воротами, Петровской, Первой и Второй Безымянной башней. Проход понадобился Баженову для постройки широкой парадной лестницы к Москве-реке.
Торжественная закладка нового дворца состоялась 1 июня 1773 года. Но вскоре императрица потеряла интерес к строительству: стало ясно, что оно нецелесообразно. Екатерина выступила за сохранение старого вида Водовзводной башни, и 1774-м строительство дворца прекратили. Возможно, Екатерина не решилась продолжать проект, так как из-за вырытого котлована покосились древние кремлёвские соборы. Она повелела восстановить южную крепостную стену и разобранные башни вдоль Москвы-реки. С тех времён сохранилась нестыковка Кремлёвской стены между Благовещенской и Тайницкой башнями: строители восстанавливали стены с двух сторон и ошиблись в расчётах за Тайницкой башней на 40 см.

### XIX век
2 сентября 1812 года Москву захватила армия Наполеона. 3 сентября он бежал из Кремля, спасаясь от огня и приказал заминировать и взорвать кремлёвские здания. Большинство зарядов не сработало, но подрыв Кремля французами нанёс стенам тяжёлый урон, особенно пострадали стены вдоль Неглинной: взорвали Арсенал, Водовзводную, Петровскую и Первую безымянную башни, серьёзно пострадали Угловая Арсенальная башня и пристройки к колокольне Ивана Великого, частично было повреждено здание Сената. Спасскую башню от взрыва спас проливной дождь, он погасил горевший шнур.
Ремонт и восстановление проходили с 1817 по 1822 годы. К внешнему облику Боровицкой и Водовзводной башен добавили псевдоготические детали декора. Восстановление вёл архитектор Фёдор Соколов. Ряд башен отстроили по проектам и под наблюдением Осип Бове: во время реконструкции Красной площади он придал Никольской башне готический облик. Хотя госказна была истощена военными расходами, Александр I выделил немало денег на ремонт. О бурном восстановлении Москвы говорили как о третьем её основании. В первую очередь восстанавливали Кремль, затем — башни, стены, дворцы и соборы. В работе участвовали русские зодчие Осип Бове, Карл Росси, Дементий Жилярди. На ликвидацию последствий взрыва ушло больше 20 лет.
В 1866—1870 годах реставрацию стен и башен проводили архитекторы Николай Шохин, Пётр Герасимов и Фёдор Рихтер. Они стремились придать постройкам первоначальный вид, но многие аутентичные детали были утрачены и заменены неточными копиями.

### XX век
В октябре-ноябре 1917 года во время вооружённого восстания территория Кремля серьёзно пострадала от артобстрела революционными войсками, который сильно повредил стены, Спасскую башню и часы на ней, а также Никольскую и Беклемишевскую башни, почти все храмы на территории Кремля, большой урон получил Малый Николаевский дворец. Реставрация стен и башен прошла в 1918—1919 годах под руководством архитектора Николая Марковникова. В работах приняли участие Илья Бондаренко, Иван Рыльский и Дмитрий Сухов.
В середине 1920-х у Спасской, Никольской и Боровицкой башен снесли часовни при надвратных иконах. В 1931—1936 годах проводили обследование и частичную реставрацию стен. Накануне 18-й годовщины Октября СНК СССР и ЦК партии приняли решение к 7 ноября 1935 года снять орлов со Спасской, Никольской, Боровицкой, Троицкой башен, Кремлёвской стены и со здания Исторического музея, взамен на башнях установили пятиконечную звезду с серпом и молотом. Кремлёвские звёзды изготовили из металла и позолотили. В центре каждой звезды с двух сторон закрепили эмблему — серп и молот. Её составили из тысячи уральских самоцветов: аметистов, аквамаринов и рубинов. Первые звёзды оказались неудачными и слишком крупными. Весили они так же, как и современные, но были сделаны из тонкого металла и начали ржаветь, а самоцветы — сыпаться. В 1937 году их заменили на звёзды из рубинового стекла донбасского завода «Автостекло». Рубиновую звезду впервые установили и на Водовзводной башне.
В начале Великой Отечественной войны по личному приказу Гитлера сформировали специальный инженерный батальон, который должен был взорвать Кремль. В июне 1941 года комендант Кремля генерал-майор Николай Спиридонов предложил перекрасить стены и башни Кремля для маскировки. Проект разработала группа академика Бориса Иофана. Кремлёвские звёзды на башнях загасили и позже прикрыли фанерными щитами. Для маскировки использовалась плоскостная имитация и объёмное декорирование: на белых стенах зданий нарисовали стены домов, чёрные дыры окон, на Красной площади построили искусственные улицы, а опустевший Мавзолей накрыли фанерным колпаком, изображавшим дом. Кремль «исчез», и налёты немецкой авиации не принесли большого ущерба. За всё время войны Московский Кремль бомбили восемь раз, на него сбросили 18 фугасных авиабомб весом от 50 до 500 кг и около полутора сотен зажигательных бомб. Одна зажигательная бомба в 25 килограммов упала в районе Комендантской башни, но горючая смесь не успела воспламениться.
В 1946—1950 годах провели работы по исследованию, обмерам и реставрации башен и стен Кремля, а сама реставрация длилась с 1946 по 1953 годы. В ходе работ очистили и отремонтировали прясла стен, восстановили бойницы и парапеты. Для реконструкции кирпичных стен и башен на Кучинском кирпичном заводе под Москвой и Цесисском кирпичном заводе под Ригой по древним образцам были изготовлены специальные кирпич и черепица. На Мячковском карьере добыли белый камень для изготовления белокаменных деталей. Спасская, Троицкая и Набатная башни с трещинами в кладке стен были укреплены стальными стяжками. Для покрытия шатров Спасской и Троицкой башен изготовили медную кровлю, по форме напоминающую черепицу, а старую черепицу на всех башнях, кроме Никольской, заменили и установили медные позолоченные флюгера и прорезные подзоры. На Угловой Арсенальной и Беклемишевской башнях восстановили древние щелевидные бойницы, которые в XVIII веке растесали в широкие амбразуры, и починили обветшавшую кирпичную облицовку прясел стен и башен, а также почистили их от вековой пыли и копоти. По верху ходовой площадки стен и террас башен сделали специальное гидроизоляционное покрытие. Впервые за 500-летнее существование стен и башен выполнили архитектурные обмеры и составили чертежи для разработки проектов реставрации в 1972—1978 годах. Каждый кирпич обследовали, подкрасили, покрыли водоотталкивающим составом, при необходимости подремонтировали кирпичной крошкой или заменили на новый, выполненный по специальному заказу.
Во время сооружения мемориала Могила Неизвестного Солдата часть поверхностного слоя стены между Угловой и Средней Арсенальной башнями стесали на глубину одного метра и выложили вновь для создания монотонной по цвету и фактуре поверхности, как фон мемориала.
В 1996—2000 годах провели очередную реставрацию кремлёвских стен и башен.

## Современность
По сообщениям Федеральной службы охраны, периодически проводятся реставрационные работы на разных участках и идёт постоянное наблюдение за состоянием зубцов. В 2015 году началась крупнейшая за последнее время реставрация. На участке протяженностью 500 метров отремонтировали кирпичную кладку и белокаменные декоративные элементы. Некоторые кирпичи заменили новыми, сделанными из тех же материалов по старинной технологии. Провели гидроизоляционные работы. Впервые за 150 лет отреставрировали Троицкую башню. В 2016 году провели восстановительные работы на участке стены протяженностью 500 метров.
В рамках реставрации обновили Боровицкую башню, провели подготовку по сохранению трёх уникальных рельефных белокаменных гербов на её внешних углах. Один из них — древнейший из известных гербов Московского государства эпохи Ивана III, установленный при строительстве башни в 1490 году. Снятый рисунок планируется восстановить и передать на хранение в музей Московского Кремля, а для Боровицкой башни изготовить копию. В августе 2017-го комендант Московского Кремля Сергей Хлебников сообщил о плане по реставрации всех башен и стен Кремля на ближайшие два-три года. В настоящее время приводятся в порядок водостоки, гидроизоляция, восстанавливается облицовка стен.
Кремлёвские стены изучаются неразрушающими методами, например, с использованием геофизических радаров и шурфов. При шурфовке нашли деревянные сваи, которые использовали древние строители для уплотнения грунтов. Также в этот период впервые изучили основания стен. Выяснилось, что глубина фундамента достигает 7-11 метров, в нём были обнаружены куски гранита, предположительно с Валдая.
В Троицкой башне репетирует президентский оркестр, остальные башни Кремлёвской стены не приспособлены для жизни: они холодные, без отопления и водопровода. Некоторые башни в древности использовались для хранения государственных архивов.

## Башни Кремля
- Тайницкая (Свиблова) (1485)
- Первая Безымянная (1480-е)
- Вторая Безымянная (1480-е)
- Петровская (Угрешская) (1480-е)
- Москворецкая (Беклемишевская) (1488)
- Водовзводная (1488)
- Благовещенская (Петровская) (1487—1488)
- Боровицкая (Предтеченская) (1490)
- Константино-Еленинская (Тимофеевская) (1490)
- Спасская (Фроловская) (1491)
- Никольская (1491)
- Сенатская (1491)
- Угловая Арсенальная (Собакина) (1492)
- Троицкая (1495)
- Оружейная (Конюшенная) (1493—1495)
- Средняя Арсенальная (Граненая) (1493—1495)
- Набатная (1495)
- Комендантская (Колымажная) (1495)
- Кутафья (1516)
- Царская (1680-е)

## Некрополь
Отрезок стены, выходящий на северную часть Красной площади, служит колумбарием для урн с прахом деятелей коммунистического движения и СССР. Также земля вдоль этого отрезка стены используется для захоронений.
Первые захоронения появились на центральной площади в 1917 году, они положили начало закладке главного некрополя Москвы. Хотя в царские времена вдоль Кремлёвской стены только между Спасскими и Никольскими воротами находились пятнадцать небольших погостов — по числу располагавшихся там церквей, в то время у стены хоронили простой люд. В 1552 году царь Иван Грозный, бояре и приближенные присутствовали на торжественных похоронах юродивого Василия Блаженного на погосте церкви Святой Троицы над кремлёвским рвом. С 1554 года на этом месте стоит храм его имени.
Со времён Перестройки периодически поднимается вопрос о переносе некрополя в другое место по политическим, религиозным и иным причинам. Современный некрополь невозможно перенести в другое место из-за братских могил: по российскому законодательству, запрещено трогать останки без разрешения родственников, найти которых в некоторых случаях не представляется возможным.